# Кучек
Кучек (тур. Köçek — верблюжонок, детёныш) — в Османской империи молодой танцор. Рекрутировались из немусульманских народов, населяющих Турцию. Кучек — слово, произошедшее из фарси «kuchak» (маленький). Профессия кучеков процветала в XVII-XIX веках. Кучеки начинали карьеру в 7, а заканчивали в 25-30 лет.

## Музыка

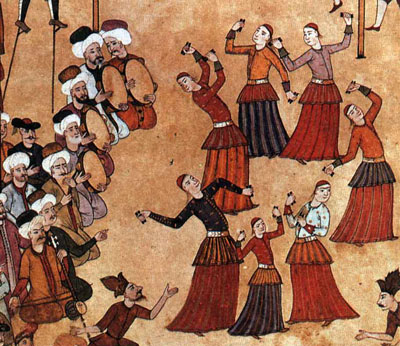

Кучеки исполняли особую музыку, которая была смесью суфийских, балканских и классических анатолийских влияний, часть из которого сохранилась в современной популярной турецкой музыке. Музыкальное сопровождение включало различные ударные инструменты, типа давуль-Кучек, большой барабан, одна сторона которого покрыта кожей козла, а другая — кожей овцы, они производили различные тоны. Навык кучек оценивался не только в танцевальных способностях, но и в мастерстве игры на кастаньеттах, известных как Карпаре. Позднее они были заменены металлическими тарелочками, называемыми Зиль. Сопроводительный оркестр состоял из четырёх-пяти инструментов, основными были: Каба-Кеманч (kaba kemence) и Люта (lauto), используемые исключительно для Кучек-сюит. Также были два певца.

## Танец
Их танцы, известные как Кучек-Оуну, содержали арабские, греческие, ассирийские и курдские элементы. Они выполнялись в специфическом музыкальном жанре, известном как КучекЧе — форма сюиты на заданную мелодию. В танцах Кучек в оттоманском гареме участвовали от 12 до 24 танцоров и большое количество музыкантов. Они выступали на свадьбах, обрезаниях, банкетах, фестивалях, а также для удовольствия султанов и аристократии. Танцоры медленно вращали бедрами в вертикальной фигуре-восьмёрке, ритмично сцепляя пальцы (как в танце живота).

## Внешний вид
Подростки наносили много косметики, завивали волосы в длинные локоны, носили маленькие черные или красные бархатные шапочки, украшенные монетами, драгоценностями и золотом. Их обычная одежда состояла из крошечного красного вышитого бархатного жакета с золотой-вышитой шелковой рубашкой, шаровар, длинной юбки и позолоченного пояса, застёгиваемого сзади.